# Copa del Mundo de Atletismo de 2002
La 9.º Copa del Mundo de Atletismo se realizó el 21 y 22 de septiembre de 2002 en Madrid, España. Las pruebas se disputaron en el Estadio de la Comunidad de Madrid.
El equipo ganador en los hombres fue África y en las mujeres Rusia.

## Resultados

### 100 m
| Pos. | Equipo | Atleta                | Marca    |
| ---- | ------ | --------------------- | -------- |
| 1    | AFR    | Uchenna Emedolu       | 10,06 PB |
| 2    | AME    | Kim Collins           | 10,06    |
| 3    | EUR    | Francis Obikwelu      | 10,09    |
| 4    | USA    | Jon Drummond          | 10,10    |
| 5    | GBR    | Dwain Chambers        | 10,16    |
| 6    | ASI    | Jamal Al-Saffar       | 10,38    |
| 7    | GER    | Marc Blume            | 10,46    |
| 8    | OCE    | Patrick Johnson       | 10,58    |
| 9    | ESP    | Ángel David Rodríguez | 10,78    |

| Pos. | Equipo | Atleta                | Marca |
| ---- | ------ | --------------------- | ----- |
| 1    | USA    | Marion Jones          | 10,90 |
| 2    | AME    | Tayna Lawrence        | 11,06 |
| 3    | ASI    | Susanthika Jayasinghe | 11,20 |
| 4    | AFR    | Endurance Ojokolo     | 11,26 |
| 5    | ESP    | Glory Alozie          | 11,28 |
| 6    | GER    | Melanie Paschke       | 11,37 |
| 7    | RUS    | Marina Kislova        | 11,41 |
| 8    | EUR    | Kim Gevaert           | 11,41 |
| 9    | OCE    | Lauren Hewitt         | 11,48 |

### 200 m
| Pos. | Equipo | Atleta             | Marca    |
| ---- | ------ | ------------------ | -------- |
| 1    | EUR    | Francis Obikwelu   | 20,18 SB |
| 2    | AFR    | Frankie Fredericks | 20,20    |
| 3    | GBR    | Marlon Devonish    | 20,32    |
| 4    | USA    | Ramon Clay         | 20,32    |
| 5    | AME    | Dominic Demeritte  | 20,47    |
| 6    | ASI    | Gennadiy Chernovol | 20,73    |
| 7    | ESP    | Julián Martínez    | 21,23    |
| 8    | GER    | Oliver König       | 21,32    |
| 9    | OCE    | Dallas Roberts     | 21,61    |

| Pos. | Equipo | Atleta                | Marca    |
| ---- | ------ | --------------------- | -------- |
| 1    | AME    | Debbie Ferguson       | 22,49    |
| 2    | FRA    | Muriel Hurtis         | 22,78    |
| 3    | AFR    | Myriam Léonie Mani    | 22,81 SB |
| 4    | ASI    | Susanthika Jayasinghe | 22,82 SB |
| 5    | OCE    | Lauren Hewitt         | 23,30    |
| 6    | RUS    | Marina Kislova        | 23,38    |
| 7    | USA    | Kelli White           | 23,51    |
| 8    | GER    | Gabi Rockmeier        | 23,67    |
| 9    | ESP    | Julia Alba            | 24,21    |

### 400 m
| Pos. | Equipo | Atleta            | Marca    |
| ---- | ------ | ----------------- | -------- |
| 1    | AME    | Michael Blackwood | 44,60 PB |
| 2    | GER    | Ingo Schultz      | 44,86 SB |
| 3    | ASI    | Fawzi Al-Shammari | 45,14    |
| 4    | AFR    | Eric Milazar      | 45,41    |
| 5    | USA    | Alvin Harrison    | 45,46    |
| 6    | OCE    | Clinton Hill      | 45,74    |
| 7    | GBR    | Timothy Benjamin  | 45,80    |
| 8    | ESP    | David Canal       | 46,21    |
| 9    | EUR    | Zsolt Szeglet     | 46,26    |

| Pos. | Equipo | Atleta            | Marca    |
| ---- | ------ | ----------------- | -------- |
| 1    | AME    | Ana Guevara       | 49,56    |
| 2    | USA    | Jearl Miles Clark | 50,27 SB |
| 3    | RUS    | Olesya Zykina     | 50,67    |
| 4    | GBR    | Lee McConnell     | 50,82 PB |
| 5    | AFR    | Kaltouma Nadjina  | 51,11    |
| 6    | GER    | Claudia Marx      | 52,30    |
| 7    | ASI    | Tatyana Roslanova | 52,44    |
| 8    | OCE    | Rosemary Hayward  | 52,76 PB |
| 9    | ESP    | Miriam Bravo      | 53,79 SB |

### 800 m
| Pos. | Equipo | Atleta                   | Marca      |
| ---- | ------ | ------------------------ | ---------- |
| 1    | ESP    | Antonio Manuel Reina     | 1:43:83 CR |
| 2    | AFR    | Djabir Saïd-Guerni       | 1:44:03 SB |
| 3    | USA    | David Krummenacker       | 1:45:14    |
| 4    | EUR    | André Bucher             | 1:45:31    |
| 5    | GER    | Nils Schumann            | 1:45:34    |
| 6    | AME    | Osmar Barbosa dos Santos | 1:46:01 SB |
| 7    | ASI    | Mihail Kolganov          | 1:47:45 PB |
| 8    | GBR    | James McIlroy            | 1:48:43    |
| 9    | OCE    | Kris McCarthy            | DNF        |

| Pos. | Equipo | Atleta                  | Marca      |
| ---- | ------ | ----------------------- | ---------- |
| 1    | AFR    | Maria de Lourdes Mutola | 1:58:60    |
| 2    | ESP    | Mayte Martínez          | 1:59:24    |
| 3    | EUR    | Jolanda Ceplak          | 1:59:42    |
| 4    | AME    | Zulia Calatayud         | 1:59:44    |
| 5    | RUS    | Svetlana Cherkasova     | 2:00:72    |
| 6    | GER    | Claudia Gesell          | 2:01:58    |
| 7    | USA    | Sasha Spencer           | 2:02:92    |
| 8    | OCE    | Tamsyn Lewis            | 2:03:10    |
| 9    | ASI    | Miho Sugimori           | 2:03:22 PB |

### 1500 m
| Pos. | Equipo | Atleta                 | Marca      |
| ---- | ------ | ---------------------- | ---------- |
| 1    | AFR    | Bernard Lagat          | 3:31:20 CR |
| 2    | ESP    | Reyes Estévez          | 3:33:67    |
| 3    | EUR    | Mehdi Baala            | 3:38:04    |
| 4    | OCE    | Youcef Abdi            | 3:41:01    |
| 5    | GER    | Franek Haschke         | 3:41:58    |
| 6    | GBR    | Michael East           | 3:41:88    |
| 7    | ASI    | Abdulrahman Suleiman   | 3:42:27    |
| 8    | AME    | Hudson Santos de Souza | 3:42v58    |
| 9    | USA    | Seneca Lassiter        | 4:05:82    |

| Pos. | Equipo | Atleta             | Marca      |
| ---- | ------ | ------------------ | ---------- |
| 1    | EUR    | Süreyya Ayhan      | 4:02:57    |
| 2    | RUS    | Tatyana Tomashova  | 4:09:74    |
| 3    | GER    | Kathleen Friedrich | 4:10:20    |
| 4    | USA    | Regina Jacobs      | 4:10:78    |
| 5    | AFR    | Jackline Maranga   | 4:11:10    |
| 6    | ASI    | Tatyana Borisova   | 4:11:14 PB |
| 7    | ESP    | Nuria Fernández    | 4:11:56    |
| 8    | OCE    | Sarah Jamieson     | 4:12:33    |
| 9    | AME    | Mardrea Hyman      | 4:14:60    |

### 3000 m
| Pos. | Equipo | Atleta               | Marca      |
| ---- | ------ | -------------------- | ---------- |
| 1    | OCE    | Craig Mottram        | 7:41:37 CR |
| 2    | AME    | José David Galván    | 7:47:43 SB |
| 3    | ESP    | Roberto García       | 7:53:96    |
| 4    | AFR    | Paul Bitok           | 7:56:31    |
| 5    | GBR    | Anthony Whiteman     | 8:03:33    |
| 6    | ASI    | Ahmed Ibrahim Hashim | 8:08:31    |
| 7    | EUR    | Serhiy Lebid         | 8:08:65    |
| 8    | USA    | Bolota Asmerom       | 8:10:66    |
| 9    | GER    | Raphael Schäfer      | 8:33:89    |

| Pos. | Equipo | Atleta              | Marca      |
| ---- | ------ | ------------------- | ---------- |
| 1    | AFR    | Berhane Adere       | 8:50:88    |
| 2    | EUR    | Gabriela Szabo      | 8:50:89    |
| 3    | RUS    | Yelena Zadorozhnaya | 8:50:93    |
| 4    | USA    | Sarah Schwald       | 8:57:27    |
| 5    | OCE    | Susie Power         | 8:58:09    |
| 6    | ESP    | Beatriz Santiago    | 8:59:88    |
| 7    | AME    | Courtney Babcock    | 9:05:98    |
| 8    | GER    | Melanie Schulz      | 9:10:57 PB |
| 9    | ASI    | Mizuho Nasukawa     | 9:23:47 PB |

### 5000 m
| Pos. | Equipo | Atleta               | Marca       |
| ---- | ------ | -------------------- | ----------- |
| 1    | ESP    | Alberto García       | 13:30:04    |
| 2    | AFR    | Paul Malakwen Kosgei | 13:31:71    |
| 3    | EUR    | Ismaïl Sghyr         | 13:32:82    |
| 4    | USA    | Meb Keflezighi       | 13:33:44    |
| 5    | GBR    | John Mayock          | 13:38:63    |
| 6    | GER    | Michael May          | 13:39:73    |
| 7    | ASI    | Abdulhak Zakaria     | 13:54:68 PB |
| 8    | OCE    | Michael Power        | 13:58:07    |
| 9    | AME    | Sean Kaley           | 13:33:57    |

| Pos. | Equipo | Atleta              | Marca       |
| ---- | ------ | ------------------- | ----------- |
| 1    | RUS    | Olga Yegorova       | 15:18:15 CR |
| 2    | ESP    | Marta Domínguez     | 15:19:73    |
| 3    | EUR    | Joanne Pavey        | 15:20:10    |
| 4    | OCE    | Benita Johnson      | 15:20:83    |
| 5    | AFR    | Susan Chepkemei     | 15:27:04    |
| 6    | ASI    | Akiko Kawashima     | 15:41:95    |
| 7    | GER    | Sabrina Mockenhaupt | 15:42:22    |
| 8    | AME    | Nora Leticia Rocha  | 15:45:48    |
| 9    | USA    | Collette Liss       | 15:59:44    |

### 3000 m obstáculos
| \| Pos. \| Equipo \| Atleta \| Marca \| \| ---- \| ------ \| ------------------------- \| ---------- \| \| 1 \| AFR \| Wilson Boit Kipketer \| 8:25:34 \| \| 2 \| ESP \| Luis Miguel Martín \| 8:26:35 \| \| 3 \| ASI \| Khamis Abdullah Saifeldin \| 8:30:66 \| \| 4 \| USA \| Anthony Famiglietti \| 8:32:72 \| \| 5 \| EUR \| Simon Vroemen \| 8:36:06 \| \| 6 \| OCE \| Peter Nowill \| 8:39:22 SB \| \| 7 \| GER \| Filmon Ghirmai \| 8:42:29 \| \| 8 \| GBR \| Stuart Stokes \| 8:43:38 \| \| 9 \| AME \| Joël Bourgeois \| 8:56:13 \| |        |                           |            |
| Pos. | Equipo | Atleta                    | Marca      |
| 1 | AFR    | Wilson Boit Kipketer      | 8:25:34    |
| 2 | ESP    | Luis Miguel Martín        | 8:26:35    |
| 3 | ASI    | Khamis Abdullah Saifeldin | 8:30:66    |
| 4 | USA    | Anthony Famiglietti       | 8:32:72    |
| 5 | EUR    | Simon Vroemen             | 8:36:06    |
| 6 | OCE    | Peter Nowill              | 8:39:22 SB |
| 7 | GER    | Filmon Ghirmai            | 8:42:29    |
| 8 | GBR    | Stuart Stokes             | 8:43:38    |
| 9 | AME    | Joël Bourgeois            | 8:56:13    |

|}

### 100/110 m vallas
| Pos. | Equipo | Atleta              | Marca    |
| ---- | ------ | ------------------- | -------- |
| 1    | AME    | Anier García        | 13,10    |
| 2    | USA    | Allen Johnson       | 13,45    |
| 3    | EUR    | Staņislavs Olijars  | 13,58    |
| 4    | AFR    | Shaun Bownes        | 13,67    |
| 5    | ESP    | Felipe Vivancos     | 13,79 PB |
| 6    | GER    | Florian Schwarthoff | 13,79    |
| 7    | OCE    | Tim Ewen            | 14,10    |
|      | GBR    | Colin Jackson       | DQ       |
|      | ASI    | Liu Xiang           | DNF      |

| Pos. | Equipo | Atleta            | Marca |
| ---- | ------ | ----------------- | ----- |
| 1    | USA    | Gail Devers       | 12,65 |
| 2    | AME    | Bridgette Foster  | 12,82 |
| 3    | ESP    | Glory Alozie      | 12,95 |
| 4    | EUR    | Olena Krasovska   | 13,07 |
| 5    | AFR    | Rosa Rakotozafy   | 13,07 |
| 6    | RUS    | Svetlana Laukhova | 13,14 |
| 7    | GER    | Kirsten Bolm      | 13,15 |
| 8    | OCE    | Jacquie Munro     | 13,46 |
| 9    | ASI    | Yvonne Kanazawa   | 13,59 |

### 400 m vallas
| Pos. | Equipo | Atleta                | Marca |
| ---- | ------ | --------------------- | ----- |
| 1    | USA    | James Carter          | 48,27 |
| 2    | ASI    | Mubarak Faraj Al-Nubi | 48,96 |
| 3    | GBR    | Christopher Rawlinson | 49,18 |
| 4    | EUR    | Jirí Muzik            | 49,28 |
| 5    | AME    | Ian Weakley           | 49,62 |
| 6    | ESP    | José María Romera     | 49,68 |
| 7    | AFR    | Llewellyn Herbert     | 50,52 |
| 8    | GER    | Christian Duma        | 50,57 |
| 9    | ASI    | Mowen Boino           | 51,66 |

| Pos. | Equipo | Atleta            | Marca |
| ---- | ------ | ----------------- | ----- |
| 1    | RUS    | Yuliya Pechonkina | 53,74 |
| 2    | USA    | Sandra Glover     | 54,46 |
| 3    | OCE    | Jana Pittman      | 55,15 |
| 4    | EUR    | Ionela Tirlea     | 56,17 |
| 5    | ASI    | Natalya Torshina  | 56,38 |
| 6    | AME    | Debbie-Ann Parris | 57,36 |
| 7    | GER    | Heike Meissner    | 57,40 |
| 8    | AFR    | Zahra Lachgar     | 59,14 |
| 9    | ESP    | Beatriz Montero   | 59,79 |

### 4 × 100 m relevos
| Pos. | Equipo | Atleta                                                                           | Marca    |
| ---- | ------ | -------------------------------------------------------------------------------- | -------- |
| 1    | USA    | Jon Drummond, Jason Smoots, Kaaron Conwright, Coby Miller                        | 37,95 CR |
| 2    | AME    | Freddy Mayola, Kim Collins, Christopher Williams, Dominic Demeritte              | 38,32    |
| 3    | AFR    | Idrissa Sanou, Uchenna Emedolu, Aziz Zakari, Frankie Fredericks                  | 38,63    |
| 4    | EUR    | Kostyantyn Vasyukov, Kostyantyn Rurak, Anatoliy Dovgal, Oleksandr Kaydash        | 38,86    |
| 5    | ASI    | Reanchai Srihawong, Vissanu Sophanich, Ekkachai Janthana, Sittichai Suwonprateep | 38,91 PB |
| 6    | GBR    | Jonathan Barbour, Marlon Devonish, Christian Malcolm, Daniel Plummer             | 39,23    |
| 7    | OCE    | Tim Williams, Paul Di Bella, David Geddes, Patrick Johnson                       | 39,58    |
| 8    | ESP    | Cecilio Maestra, Pedro Pablo Nolet, Ángel David Rodríguez, Carlos Berlanga       | 39,64    |
|      | GER    | Ronny Ostwald, Marc Blume, Alexander Kosenkow, Marc Kochan                       | DQ       |

| Pos. | Equipo | Atleta                                                                     | Marca    |
| ---- | ------ | -------------------------------------------------------------------------- | -------- |
| 1    | AME    | Tayna Lawrence, Juliet Campbell, Beverly McDonald, Debbie Ferguson         | 41,91 WL |
| 2    | USA    | Chryste Gaines, Marion Jones, Inger Miller, Gail Devers                    | 42,05 SB |
| 3    | AFR    | Chinedu Odozor, Myriam Léonie Mani, Makaridja Sanganoko, Endurance Ojokolo | 42,99    |
| 4    | EUR    | Delphine Combe, Muriel Hurtis, Fabe Dia, Odiah Sidibé                      | 43,30    |
| 5    | GER    | Melanie Paschke, Gabi Rockmeier, Birgit Rockmeier, Katchi Habel            | 43,36    |
| 6    | RUS    | Natalya Ignatova, Larisa Kruglova, Irina Khabarova, Marina Kislova         | 43,69    |
| 7    | ASI    | Zeng Xiujun, Yan Jiankui, Huang Mei, Qin Wangping                          | 43,82    |
| 8    | ESP    | Carmen Blay, Arantxa Reinares, Concepción Montaner, Julia Alba             | 45,07    |
|      | OCE    | Melanie Kleeberg, Jodi Lambert, Lauren Hewitt, Sarah Mullan                | DQ       |

### 4 × 400 m relevos
| Pos. | Equipo | Atleta                                                                           | Marca      |
| ---- | ------ | -------------------------------------------------------------------------------- | ---------- |
| 1    | AME    | Félix Sánchez, Alleyne Francique, Michael McDonald, Michael Blackwood            | 2:59:19 WL |
| 2    | USA    | James Carter, Leonard Byrd, Godfrey Herring, Antonio Pettigrew                   | 2:59:21 SB |
| 3    | AFR    | Adem Hecini, Sofiane Labidi, Fernando Augustin, Eric Milazar                     | 3:01:69    |
| 4    | ASI    | Rohan Pradeep Kumara, Hamdan O. Al-Bishi, Sugath Thilakaratne, Fawzi Al-Shammari | 3:03:02 PB |
| 5    | GBR    | Jared Deacon, Jamie Baulch, Timothy Benjamin, Matthew Elias                      | 3:03:34    |
| 6    | OCE    | Daniel Batman, Patrick Dwyer, Paul Pearce, Clinton Hill                          | 3:03:65    |
| 7    | GER    | Ingo Schultz, Ruwen Faller, Jens Dautzenberg, Lars Figura                        | 3:05:31    |
|      | ESP    | Salvador Rodríguez, David Canal, Antonio Manuel Reina, Alberto Martínez          | DQ         |
|      | EUR    | Oleksandr Kaydash, Cédric Van Branteghem, Francis Obikwelu, Karel Bláha          | DQ         |

| Pos. | Equipo | Atleta                                                                 | Marca      |
| ---- | ------ | ---------------------------------------------------------------------- | ---------- |
| 1    | AME    | Sandie Richards, Daimí Pernía, Christine Amertil, Ana Guevara          | 3:23:53    |
| 2    | USA    | Michelle Collins, Crystal Cox, Suziann Reid, Monique Hennagan          | 3:24:67    |
| 3    | RUS    | Natalya Antyukh, Yuliya Pechonkina, Natalya Nazarova, Olesya Zykina    | 3:26:59    |
| 4    | AFR    | Mireille Nguimgo, Hortense Bewouda, María Mutola, Kaltouma Nadjina     | 3:26:84 PB |
| 5    | EUR    | Grazyna Prokopek, Antonina Yefremova, Sviatlana Usovich, Lee McConnell | 3:29:21    |
| 6    | GER    | Florence Ekpo-Umoh, Nancy Kette, Birgit Rockmeier, Claudia Marx        | 3:31:09    |
| 7    | OCE    | Rosemary Hayward, Jana Pittman, Katerina Dressler, Tamsyn Lewis        | 3:31:32    |
| 8    | ESP    | Julia Alba, Mayte Martínez, Miriam Bravo, Maripaz Maqueda              | 3:36:50    |
| 9    | OCE    | Tatyana Roslanova, Zamira Amirova, Thi Tinh Nguyen, Makiko Yoshida     | 3:37:18    |

### Salto de altura
| Pos. | Team | Competitor          | Result  |
| ---- | ---- | ------------------- | ------- |
| 1    | EUR  | Yaroslav Rybakov    | 2,31 SB |
| 2    | AME  | Mark Boswell        | 2,29    |
| 3    | GBR  | Ben Challenger      | 2,20    |
| 4    | AFR  | Abderrahmane Hammad | 2,15    |
| 5    | ESP  | Ignacio Pérez Pérez | 2,15    |
| 6    | GER  | Martin Buss         | 2,15    |
| 7    | USA  | Nathan Leeper       | 2,10    |
| 8    | ASI  | Cui Kai             | 2,10    |
|      | OCE  | Nick Moroney        | NM      |

| Pos. | Equipo | Atleta           | Marca   |
| ---- | ------ | ---------------- | ------- |
| 1    | AFR    | Hestrie Cloete   | 2,02 SB |
| 2    | EUR    | Kajsa Bergqvist  | 2,02    |
| 3    | RUS    | Marina Kuptsova  | 2,00 PB |
| 4    | USA    | Tisha Waller     | 1,96 SB |
| 5    | ASI    | Tatyana Efimenko | 1,91 PB |
| 6    | ESP    | Ruth Beitia      | 1,91    |
| 7    | GER    | Kathryn Holinski | 1,91    |
| 8    | AME    | Nicole Forrester | 1,85    |
| 9    | OCE    | Jane Jamieson    | 1,75    |

### Salto con pértiga
| Pos. | Equipo | Atleta             | Marca   |
| ---- | ------ | ------------------ | ------- |
| 1    | AFR    | Okkert Brits       | 5,75 SB |
| 2    | USA    | Jeff Hartwig       | 5,70    |
| 3    | GER    | Lars Börgeling     | 5,40    |
| 4    | AME    | Dominic Johnson    | 5,20    |
| 5    | ESP    | Andrés Hinojo      | 5,20    |
| 6    | OCE    | Paul Burgess       | 5,20    |
| 7    | GBR    | Tim Thomas         | 5,00    |
|      | EUR    | Aleksandr Averbukh | NM      |
|      | ASI    | Daichi Sawano      | NM      |

| Pos. | Equipo | Atleta             | Marca   |
| ---- | ------ | ------------------ | ------- |
| 1    | GER    | Annika Becker      | 4,55    |
| 2    | RUS    | Svetlana Feofanova | 4,40    |
| 3    | ESP    | Dana Cervantes     | 4,30    |
| 4    | ASI    | Gao Shuying        | 4,30    |
| 5    | EUR    | Monique de Wilt    | 4,20    |
| 6    | AFR    | Syrine Balti       | 4,10 PB |
| 7    | USA    | Mary Sauer         | 4,00    |
|      | OCE    | Tatiana Grigorieva | NM      |
|      | AME    | Stephanie McCann   | NM      |

### Salto de longitud
| Pos. | Equipo | Atleta                 | Marca |
| ---- | ------ | ---------------------- | ----- |
| 1    | USA    | Savanté Stringfellow   | 8,21  |
| 2    | AME    | Iván Pedroso           | 8,19  |
| 3    | ESP    | Yago Lamela            | 8,11  |
| 4    | ASI    | Hussein Taher Al-Sabee | 7,92  |
| 5    | AFR    | Younes Moudrik         | 7,90  |
| 6    | GBR    | Christopher Tomlinson  | 7,85  |
| 7    | EUR    | Olexiy Lukashevych     | 7,83  |
| 8    | OCE    | Tim Parravicini        | 7,69  |
| 9    | OCE    | Andreas Pohle          | 7,26  |

| Pos. | Equipo | Atleta                 | Marca |
| ---- | ------ | ---------------------- | ----- |
| 1    | RUS    | Tatyana Kotova         | 6,85  |
| 2    | AME    | Maurren Higa Maggi     | 6,81  |
| 3    | ESP    | Concepción Montaner    | 6,68  |
| 4    | EUR    | Jade Johnson           | 6,41  |
| 5    | OCE    | Chantal Brunner        | 6,35  |
| 6    | ASI    | Yelena Kashcheyeva     | 6,32  |
| 7    | GER    | Sofia Schulte          | 6,16  |
| 8    | AFR    | Françoise Mbango Etone | 6,06  |
| 9    | USA    | Brianna Glenn          | 5,91  |

### Triple salto
| Pos. | Equipo | Atleta                  | Marca    |
| ---- | ------ | ----------------------- | -------- |
| 1    | GBR    | Jonathan Edwards        | 17,34    |
| 2    | USA    | Walter Davis            | 17,23    |
| 3    | SWE    | Christian Olsson        | 17,05    |
| 4    | GER    | Charles Michael Friedek | 16,91    |
| 5    | AME    | Jadel Gregório          | 16,61    |
| 6    | ASI    | Kazuyoshi Ishikawa      | 16,50 PB |
| 7    | AFR    | Olivier Sanou           | 16,30    |
| 8    | ESP    | Raúl Chapado            | 15,91    |
| 9    | OCE    | Viktor Chistiakov       | 14,96    |

| Pos. | Equipo | Atleta                 | Marca |
| ---- | ------ | ---------------------- | ----- |
| 1    | AFR    | Françoise Mbango Etone | 14,37 |
| 2    | EUR    | Ashia Hansen           | 14,32 |
| 3    | ESP    | Carlota Castrejana     | 14,13 |
| 4    | AME    | Trecia Smith           | 13,82 |
| 5    | USA    | Yuliana Pérez          | 13,79 |
| 6    | RUS    | Yelena Oleynikova      | 13,79 |
| 7    | ASI    | Wu Lingmei             | 13,60 |
| 8    | GER    | Sofia Schulte          | 12,73 |
| 9    | OCE    | Michelle Apostolou     | 12,12 |

### Lanzamiento de peso
| Pos. | Equipo | Atleta          | Marca |
| ---- | ------ | --------------- | ----- |
| 1    | USA    | Adam Nelson     | 20,80 |
| 2    | OCE    | Justin Anlezark | 20,77 |
| 3    | GER    | Ralf Bartels    | 20,67 |
| 4    | AFR    | Janus Robberts  | 20,00 |
| 5    | EUR    | Yuriy Bilonoh   | 19,88 |
| 6    | ESP    | Manuel Martínez | 19,76 |
| 7    | GBR    | Carl Myerscough | 19,13 |
| 8    | AME    | Bradley Snyder  | 18,99 |
| 9    | ASI    | Li Rongxiang    | 10,09 |

| Pos. | Equipo | Atleta              | Marca    |
| ---- | ------ | ------------------- | -------- |
| 1    | RUS    | Irina Korzhanenko   | 20,20    |
| 2    | AME    | Yumileidi Cumbá     | 19,14    |
| 3    | GER    | Astrid Kumbernuss   | 19,11    |
| 4    | EUR    | Vita Pavlysh        | 19,06    |
| 5    | USA    | Teri Steer          | 18,63    |
| 6    | OCE    | Valerie Adams       | 18,40 PB |
| 7    | AFR    | Vivian Chukwuemeka  | 17,30    |
| 8    | ASI    | Juttaporn Krasaeyan | 17,25    |
| 9    | ESP    | Irache Quintanal    | 15,79    |

### Lanzamiento de disco
| Pos. | Equipo | Atleta             | Marca    |
| ---- | ------ | ------------------ | -------- |
| 1    | EUR    | Róbert Fazekas     | 71,25 CR |
| 2    | AFR    | Frantz Kruger      | 66,78    |
| 3    | ESP    | Mario Pestano      | 64,64    |
| 4    | GER    | Michael Möllenbeck | 64,57    |
| 5    | AME    | Jason Tunks        | 62,89    |
| 6    | USA    | Adam Setliff       | 61,52    |
| 7    | GBR    | Robert Weir        | 58,91    |
| 8    | OCE    | Peter Elvy         | 56,60    |
| 9    | ASI    | Koji Murofushi     | 41,93    |

| Pos. | Equipo | Atleta             | Marca |
| ---- | ------ | ------------------ | ----- |
| 1    | OCE    | Beatrice Faumuina  | 62,47 |
| 2    | EUR    | Ekaterini Voggoli  | 61,77 |
| 3    | RUS    | Natalya Sadova     | 61,30 |
| 4    | ASI    | Li Yanfeng         | 59,89 |
| 5    | USA    | Kristin Kuehl      | 59,57 |
| 6    | GER    | Jana Tucholke      | 57,94 |
| 7    | AFR    | Monia Kari         | 56,16 |
| 8    | ESP    | Alice Matejková    | 56,05 |
| 9    | AME    | Elisângela Adriano | 53,60 |

### Lanzamiento de martillo
| Pos. | Equipo | Atleta         | Marca    |
| ---- | ------ | -------------- | -------- |
| 1    | EUR    | Adrián Annus   | 80,93    |
| 2    | ASI    | Koji Murofushi | 80,08    |
| 3    | GER    | Karsten Kobs   | 78,44    |
| 4    | AFR    | Chris Harmse   | 77,16    |
| 5    | ESP    | Moisés Campeny | 73,21 SB |
| 6    | USA    | John McEwen    | 71,03    |
| 7    | OCE    | Phillip Jensen | 67,09    |
| 8    | GBR    | Michael Jones  | 66,92    |
| 9    | AME    | Yosvany Suárez | 66,33    |

| Pos. | Equipo | Atleta             | Marca |
| ---- | ------ | ------------------ | ----- |
| 1    | ASI    | Gu Yuan            | 70,75 |
| 2    | AME    | Yipsi Moreno       | 69,65 |
| 3    | RUS    | Olga Kuzenkova     | 66,98 |
| 4    | USA    | Anna Norgren-Mahon | 65,94 |
| 5    | EUR    | Kamila Skolimowska | 65,24 |
| 6    | GER    | Susanne Keil       | 64,62 |
| 7    | OCE    | Bronwyn Eagles     | 63,49 |
| 8    | ESP    | Berta Castells     | 63,49 |
| 9    | AFR    | Marwa Hussein      | 58,49 |

### Lanzamiento de jabalina
| Pos. | Equipo | Atleta                  | Marca |
| ---- | ------ | ----------------------- | ----- |
| 1    | EUR    | Sergey Makarov          | 86,44 |
| 2    | GER    | Boris Henry             | 81,60 |
| 3    | AME    | Emeterio González Silva | 79,77 |
| 4    | GBR    | Steve Backley           | 79,39 |
| 5    | AFR    | Gerhardus Pienaar       | 78,91 |
| 6    | ASI    | Li Rongxiang            | 78,12 |
| 7    | OCE    | William Hamlyn-Harris   | 74,48 |
| 8    | ESP    | Gustavo Dacal           | 68,26 |
| 9    | USA    | Chris Clever            | 65,73 |

| Pos. | Equipo | Atleta             | Marca |
| ---- | ------ | ------------------ | ----- |
| 1    | AME    | Osleidys Menéndez  | 64,41 |
| 2    | RUS    | Tatyana Shikolenko | 60,11 |
| 3    | EUR    | Mikaela Ingberg    | 60,08 |
| 4    | GER    | Steffi Nerius      | 57,81 |
| 5    | USA    | Serene Ross        | 56,91 |
| 6    | ASI    | Ma Ning            | 56,60 |
| 7    | ESP    | Marta Míguez       | 55,97 |
| 8    | AFR    | Aïda Sellam        | 52,48 |
| 9    | OCE    | Cecilia McIntosh   | 52,35 |

## Clasificación por equipos
| Pos. | País           | Resultado |
| ---- | -------------- | --------- |
| 1    | África         | 134       |
| 2    | Europa         | 116       |
| 3    | Estados Unidos | 114       |
| 4    | América        | 111       |
| 5    | España         | 96        |
| 6    | Alemania       | 87.5      |
| 7    | Asia           | 81        |
| 8    | Oceanía        | 69.5      |
| -    | Reino Unido    | dsq       |

| Posición | Equipo         | Resultado |
| -------- | -------------- | --------- |
| 1        | Rusia          | 127       |
| 2        | Europa         | 124       |
| 3        | América        | 110       |
| 4        | África         | 100       |
| 5        | Estados Unidos | 94        |
| 6        | Alemania       | 81.5      |
| 7        | España         | 76.5      |
| 8        | Asia           | 76        |
| 9        | Oceanía        | 60        |